# Ваянг кулит
Ваянг кулит (индон.  Wayang kulit , яв. ꦮꦪꦁꦏꦸꦭꦶꦠ꧀ Wayang Kulit от индон. kulit «кожа») — традиционный кукольно-теневой театр Явы, Бали и Мадуры. Известен также под названием «Ваянг пурво», или просто ваянг.

Представление ваянг кулит по случаю 80-летия художницы Картики Аффанди. Джокьякарта, 30.11.2014

Куклы Ваянг кулит в Музее яванской культуры. Джокьякарта, сентябрь 2016 г..

Бытует на Яве с начала X века, а возможно и веком раньше. Куклы плоские, вырезанные из особо препарированной кожи буйвола, примечательны тонкой ажурной резьбой и многоцветной росписью. Популярнейшая форма театра, который сопровождал жизнь яванца и влиял на нее от рождения до смерти.
Под влиянием ислама представления претерпели на Яве значительные изменения: куклы приобрели крайне стилизованную форму. В комплектах до 600 фигур. Основные элементы сценического оборудования — экран из белого полотна (келир) и заэкранные светильники. Представления смотрят с обеих сторон экрана: одни видят кукол, другие — тёмные силуэты, проступающие сквозь белую ткань .
Ваянг как театральный жанр объявлен ЮНЕСКО в 2003 ценнейшим наследием человечества . Мотив с изображением фигурок ваянга популярен в батике, изображается на клинках крисов, украшает балийские сосуды для освящённой воды.